# Luís XIII de França
Luís XIII (Fontainebleau, 27 de setembro de 1601 – Paris, 14 de maio de 1643), também chamado de Luís, o Justo, foi o Rei da França e Navarra de 1610 até sua morte. Era filho do rei Henrique III & IV e de Maria de Médici.
Luís ascendeu ao trono alguns meses antes de seu aniversário de nove anos, com sua mãe atuando como regente durante a minoridade. O mau gerenciamento do reino aliado às intrigas políticas de Maria e seus favoritos italianos levaram o jovem rei a tomar o poder em 1617, exilando-a e aos seus seguidores.
Taciturno e desconfiado, Luís muito dependia do Cardeal de Richelieu, seu principal ministro, para governar seus reinos. O rei e o cardeal são lembrados por estabelecerem a Academia Francesa e por colocarem um fim em uma revolta na vila francesa. Seu reinado também foi marcado por conflitos contra os Huguenotes e a Espanha.

## Infância
Delfim do Viennois desde 1601 a 1614, Luís XIII cresceu com seus irmãos e irmãs no Palácio de Saint-Germain-en-Laye. Foi criado ao lado dos filhos bastardos de seu pai. O delfim não saiu de Saint-Germain-en-Laye até 1609, quando partiu para viver no Louvre ao lado de seu pai, para aprender sobre seu futuro cargo de rei.
O jovem rei recebe uma educação superficial por parte de seu preceptor, Gilles de Souvré. Pouco interessado em latim e em letras, o jovem rei se interessava mais pela caça e pela música.
Em 14 de maio de 1610, quando morre Henrique IV, Luís XIII sobe ao trono com apenas nove anos de idade. Foi sagrado em Reims em 17 de outubro de 1610, sendo sua mãe declarada regente. Luís foi também o 10º chefe, soberano grão-mestre da Ordem de São Miguel e 3º chefe soberano grão-mestre da Ordem Milícia do Bendito Espírito Santo. 

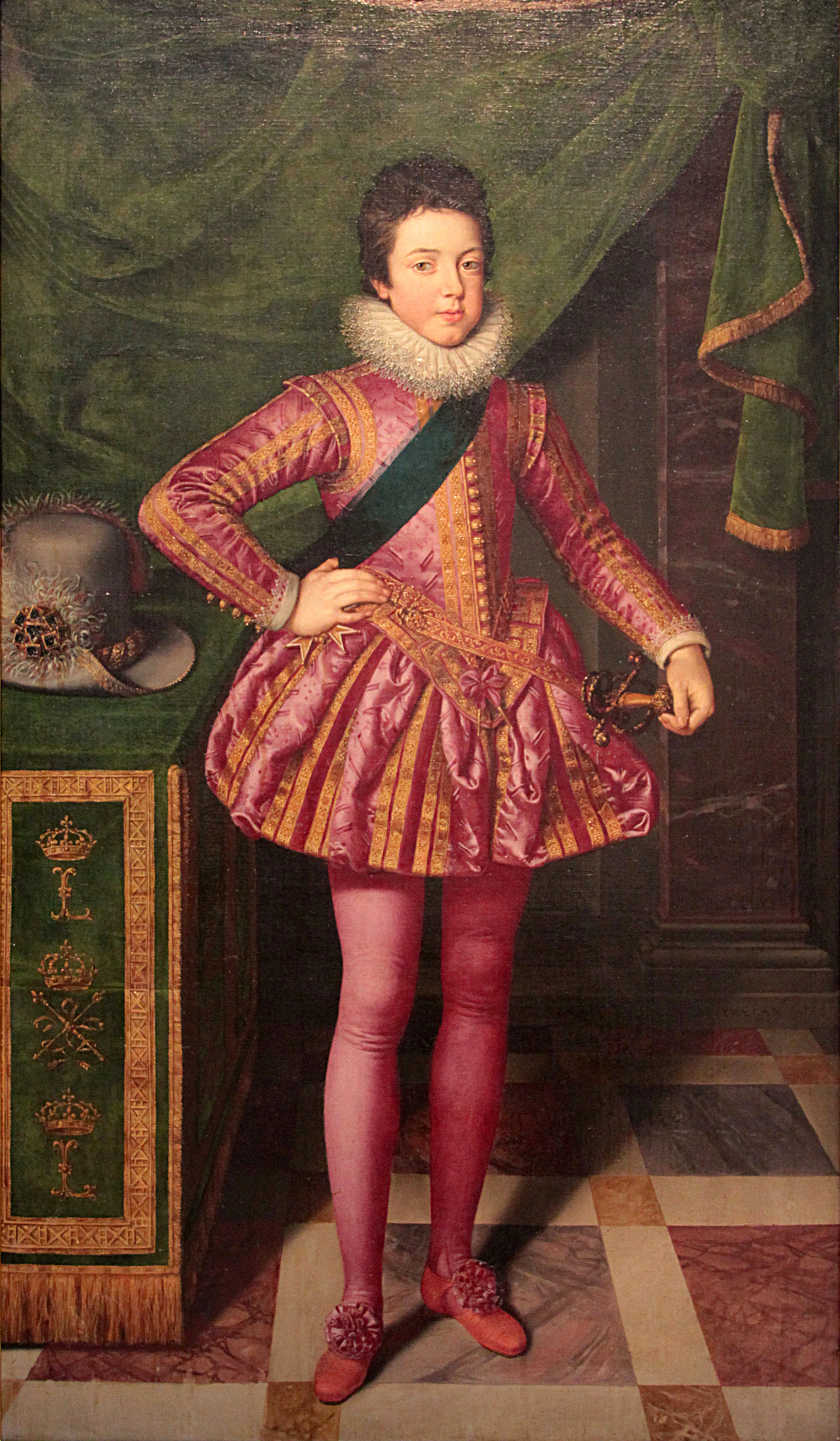
Retrato de Louis XIII em 1611 por Frans Pourbus filho, (Palácio Pitti).

## Regência de Maria de Médici
Durante sua menoridade, de 1610 a 1617, a Rainha-mãe Maria de Médici serviu como Regente. A posição insegura de sua regência ante a nobreza do reino e seus vizinhos europeus a obrigou a romper com a política de Henrique IV. A política da rainha provoca, no entanto descontentamentos. Maria de Médici tenta reforçar o poder monárquico, através de suas damas de companhia, como Leonor Galigaï, e de homens como Concino Concini, o que desagrada profundamente a certa parte da nobreza francesa. Aproveitando a fraqueza causada pela regência, nobres de grandes famílias como o príncipe de Condé, revoltam-se contra Maria de Médici para obter compensações financeiras. Em conformidade com o tratado de Saint-Menehould (15 de maio de 1614), a rainha convoca os Estados Gerais em Paris. O príncipe de Condé não chega a estruturar a sua oposição ao poder real.
Maria de Médici, para recuperá-lo, resolveu fazer as pazes com a Espanha, por meio de um duplo casamento franco-espanhol, entre Luís XIII e Ana de Habsburgo; e Isabel de Bourbon e Felipe de Habsburgo.

## Casamento
A regência de Maria de Médicis era catastrófica. A má gestão dos assuntos do governo pela rainha criava problemas no reino. Em 21 de novembro de 1615, Maria casa seu filho com a infanta de Espanha, Ana D'Áustria, filha do rei Felipe III de Espanha. Para Luís era nada mais que outra humilhação, pois Luís XIII via em Ana uma simples espanhola, portanto uma inimiga. Enquanto os espanhóis entregavam Ana, Maria de Médici dava sua outra filha, Isabel de Bourbon, em casamento a Felipe IV de Espanha, irmão de Ana. Luís XIII, que só tinha 14 anos, não consuma o matrimônio. Foi preciso esperar quatro anos para que o rei, forçado pelo duque de Luynes, se deitasse com a rainha.
Em 1626, a rainha Ana D’Áustria, induzida pela Duquesa de Chevreuse, tomou parte no complô do Conde de Chalais para assassinar Luís XIII, a partir desta data o casal passou a viver apartado.
Após a entrada da França na Guerra dos Trinta Anos, Ana D’Austria trata de informar secretamente aos espanhóis sobre as disposições políticas e diplomáticas francesas. Descoberta a traição, foi cogitado o divórcio ou repúdio, porém o próprio Luís XIII preferiu dar o assunto por encerrado.
A ausência de um herdeiro varão foi uma constante preocupação durante grande parte de seu reinado. A perspectiva de que viesse a morrer subitamente; sem herdeiros diretos; alimentou por muito tempo as pretensões de seu irmão Gastão, Duque de Orleans e do partido devoto.
A política externa francesa baseava-se na luta contra os Habsburgos, o que causou constante tensão entre Luís XIII e a rainha Ana D’Áustria.
Após sucessivos abortos e vários períodos de distanciamento, o casal teve dois filhos.

## Início do reinado

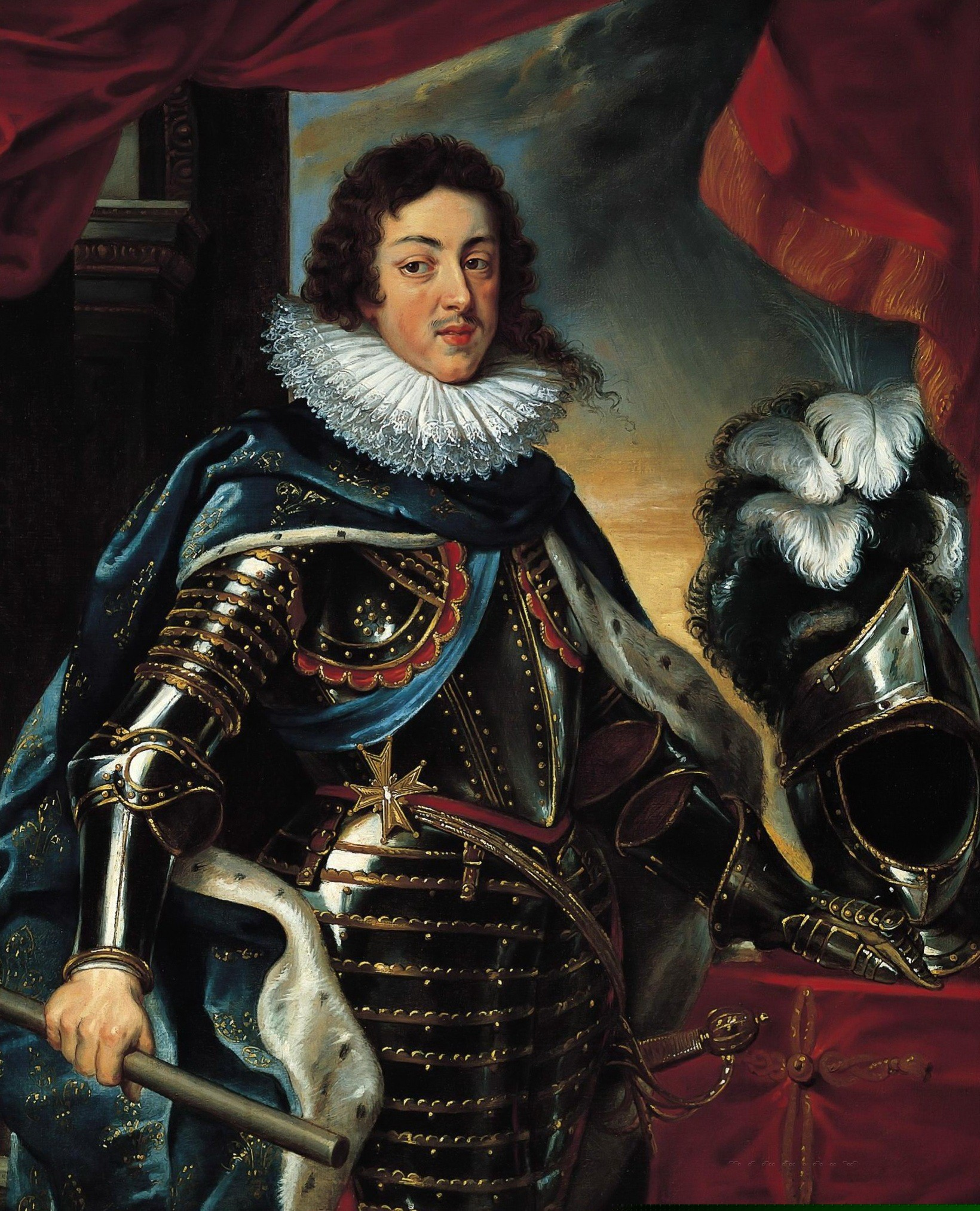
Luís XIII

Em 1610, após o assassinato de seu pai Henrique IV, Luís XIII ascende ao trono com apenas nove anos de idade. Os negócios de Estado são conduzidos por sua mãe Maria de Médici, que assume a regência do reino.
A maioridade do jovem monarca foi proclamada em 1614, porém Maria de Médici alegou que Luís XIII era demasiado débil de corpo e alma para assumir os deveres de seu cargo; apartando-o do Conselho e deixando o governo entregue a seus favoritos Concino Concini e Leonor Galegai, o que indignava o jovem monarca.
Traumatizado pela morte brutal de seu pai, o jovem rei não teve uma infância muito alegre. Sua mãe sempre demonstrou predileção pelo filho caçula Gastão (futuro Duque de Orleans). A medida em que Luís crescia, convertia-se numa personalidade amargurada, taciturna e desconfiada, cultivando ódio aos favoritos italianos agrupados em torno da Rainha-Mãe. 
Graças a um golpe de força, em 24 de abril de 1617, Luís XIII assumiu de fato o poder, ordenando a morte de Concino Concini e exilando a rainha-mãe em Blois; embora na prática nada mais tenha feito do que substitui-los por seu próprio favorito o Duque de Luynes, o qual acumulou títulos e fortuna, sem apresentar melhor desempenho na condução dos negócios de Estado.
Em 22 de fevereiro de 1619, a rainha-mãe escapa do Castelo de Blois e levanta um exército contra seu filho. Luís XIII decide reconciliar-se com ela, firmando o Tratado de Angouleme, pelo qual lhe cede as cidades de Angers e Chinon, proibindo-lhe porém o retorno ao Conselho.
Mais tarde, Maria de Médici, obteve de Luynes o governo do Anjou, ponto de encontro dos descontentes, e novamente levantou um exército. As tropas que a apoiavam foram vencidas pelas do rei em Les Ponts de Cé em agosto de 1620. O rei firma com ela um acordo de paz e lhe permite o retorno à corte.
Logo após o armistício, Luís XIII viajou a Pau, capital do Reino de Navarra, do qual também era soberano, para restabelecer o culto católico, proibido pelos protestantes havia mais de meio século. Desde então a política da realeza dirigiu-se a colocar fim nos privilégios políticos e militares obtidos pelos huguenotes ao fim das guerras de religião. Nesse mesmo ano de 1620, o referido Reino de Navarra foi incorporado no Reino de França.

## Conflitos do reino
Em 1621, Luís XIII realiza uma primeira campanha contra os protestantes rebelados, o que lhe permite a tomada de Saint-Jean-D’Angely, porém é derrotado ante Montauban.
A rebelião findou em outubro de 1622 pelo Tratado de Montpellier, assinado com o Duque Henrique II de Rohan, líder do partido protestante. O tratado manteve os termos do Edito de Nantes em relação à liberdade de culto, porém reduziu o direito dos huguenotes de manter praças fortes, permitindo-lhes apenas mantê-las em Montauban e La Rochelle. 
O Duque de Luynes havia morrido de escarlatina em dezembro de 1621, durante o cerco de Montheurt, sendo substituído por Brûlant de Sillery e seu filho, o marquês de Puisieux; os quais rapidamente perderam o favor do rei, que neste período tendeu a participar mais ativamente dos negócios de Estado. A rainha-mãe recuperou parte de sua influência e conseguiu que Richelieu fosse admitido no Conselho em 1624.
Os protestantes promoveram um novo levante, liderados pelos duques Henrique II de Rohan e Benjamin de Soubise. Em setembro de 1625 os exércitos do rei, sob comando do Marquês de Toiras, promoveram uma ofensiva que levou a retomada da Ilha de Ré, com apoio naval anglo-holandês. O levante concluiu-se em 1626 mediante o Tratado de Paris, porém a paz teve curta duração.
Em 1627, a falência do acordo anglo-francês de 1624, levou a Inglaterra a mudar de posição, passando a apoiar o partido protestante.
O Duque de Buckingham, ministro do Rei Carlos I da Inglaterra, organizou uma expedição naval a Ilha de Ré para apoiar os revoltosos franceses sitiados em La Rochelle. As forças leais a Luís XIII, sob comando do Duque de Angouleme, resistiram e mantiveram o cerco à cidade. 
A praça de La Rochelle rendeu-se incondicionalmente em 1628, após resistir por quatorze meses sob liderança do Major Jean Guitton. Durante o cerco a população da cidade caiu de 27 mil para apenas 5 mil pessoas, devido à fome e doenças.
Luís XIII promulgou o Edito D'Alès, em 28 de junho de 1629, pelo qual proibiu as assembleias políticas e suprimiu o direito concedido aos protestantes pelo Edito de Nantes de manter praças fortificadas. Manteve-lhes porém o direito à liberdade de culto em todo reino, exceto em Paris.
Luís XIII enfrentou ainda, com sucesso, diversas conspirações que envolveram diretamente membros de sua família, a principiar pela rainha-mãe, como também seu irmão Gastão D’Orleans, seu meio-irmão Duque de Vendôme e sua própria esposa a rainha Ana D’Áustria.
Quase sempre agiu com complacência para com os parentes implicados, não tendo porém, a mesma condescendência em relação aos demais membros da nobreza, dos quais alguns acabaram executados, como o Conde de Chalais, o Marechal de Marillac, o Duque de Montmorency, e mesmo seu favorito, o Marquês de Cinq-Mars.
Também agiu com rigor ao proibir a realização de duelos; uma prática comum entre os nobres daquele tempo; mostrando-se inflexível ao negar clemencia ao Conde de Montmorency-Bouteville, condenado à morte em 1627 por reincidir nesta prática.

## Expansão Ultramarina
Durante o reinado de Luís XIII, foi impulsionado o povoamento no Canadá (colônia de Nova França). A coroa incentivou a expansão dos assentamentos ao longo do Rio São Lourenço, entre Quebec e Montreal. O cardeal de Richelieu editou a Ordenação de 1627, pela qual os nativos convertidos ao catolicismo passavam a ser considerados súditos franceses.
Ainda neste período fundou-se a “Companhia da Nova França” (também conhecida por “Companhia dos Cem Associados”), que fomentou o comércio e a colonização nas possessões francesas na América do Norte.
Na África do Norte foi concluído o Tratado Franco-Marroquino de 1631, pelo qual a França obteve vantagens comerciais.
A promoção do comércio com a Ásia foi impulsionada pela fundação da “Companhia das Molucas” em 1619 e pelo estabelecimento de relações diplomáticas com o Japão. O governo do reino interveio nas disputas comerciais daquele continente enviando a “Esquadra de Montmorency” para combater a frota holandesa no extremo oriente, selando-se posteriormente um acordo favorável à França, incluído no Tratado de Compiègne em 1624.
No Brasil a colônia da “França Equinocial” foi estabelecida em 1612 em torno da fundação da vila de São Luís (Maranhão), porém teve curta duração, sendo dominada pelos portugueses quatro anos mais tarde.

## O Ministério de Richelieu
Em 1624, Maria de Médici fez ingressar no Conselho do Rei o Cardeal de Richelieu, o qual havia sido representante do clero nos Estados Gerais de 1614 e ministro durante o governo de Concini. Ao cabo de algum tempo o prelado veio a tornar-se o principal ministro do rei.
Durante alguns anos, a Rainha-Mãe não percebeu o poder e a importância que seu protegido vinha adquirindo no reino. Maria de Médici sempre parabenizava o Cardeal pelo seu ótimo desempenho, mas logo surgiram algumas divergências de opiniões entre eles. Quando Richelieu persuadiu o rei a aliar-se ao Duque de Nevers e declarar guerra à Espanha e ao Ducado de Mântua e Monteferrat, Maria se opôs, alegando que a continuação do conflito iria esgotar a França.
Durante a Guerra com a Espanha, Maria tentou persuadir o rei a obter a paz com os Habsburgo, mas Luís XIII rejeitava os conselhos de sua mãe em favor do cardeal. Finalmente, depois de várias batalhas, foi assinada a paz com dignidade para ambos os lados.
Assim começou a batalha entre a Rainha-Mãe e o Cardeal de Richelieu. Durante a guerra no Ducado de Mântua e Monteferrat a Rainha-Mãe e a Rainha Ana D'Áustria pediram a Luís XIII que afastasse o cardeal, e o rei prometeu que iria fazê-lo assim que acabasse o conflito.
Finalmente, no dia 10 de Novembro de 1630, no Palácio de Luxemburgo, Maria de Médicis convocou o filho, Luís XIII, repreendeu-o e pediu que abandonasse Richelieu. O Cardeal, reconhecendo a importância da entrevista, tentou entrar na sala mas Maria de Médici tinha ordenado aos guardas que mantivessem as portas trancadas. Entretanto o Cardeal entrou no apartamento da rainha através de uma porta lateral. Maria ficou furiosa com a presença de Richelieu, e chamou-o de "ingrato" e "traidor." O Cardeal se ajoelhou diante do rei e argumentou. Luís XIII lhe deu as costas e foi para Versalhes, onde possuía um pavilhão de caça.
Os cortesãos, acreditando na vitória da Rainha, se inclinavam diante dela. O rei mandou, entretanto, chamar Richelieu, renovou-lhe sua confiança e prometeu jamais se separar dele. Este episódio ficou conhecido como “O Dia dos Logrados”. Vitorioso, Richelieu tornou-se primeiro-ministro e Maria de Médici foi exilada em Compiègne.
Trabalhando em estrita colaboração ao longo dos anos seguintes, os dois homens compartilharam as mesmas concepções sobre a grandeza da França e as prioridades que se impunham no âmbito político, contemplando a racionalização do sistema administrativo, o desenvolvimento naval, a submissão da nobreza e no exterior a luta contra a Casa de Habsburgo.
Richelieu, após ter apoiado secretamente os adversários da casa d’Áustria (Habsburgo), interveio diretamente na Guerra dos Trinta Anos. O ministro de Luís XIII, embora interessado no aniquilamento da Casa da Áustria, não pretendia intervir diretamente no conflito por ser o imperador austríaco defensor do catolicismo, mas as vitórias imperiais e a possibilidade da consolidação do poder dos Habsburgos o levaram a lutar ao lado dos príncipes protestantes da Suécia, Holanda e Alemanha.
O cardeal de Richelieu morreu em 1642, sendo substituído no posto por outro prelado, o cardeal italiano Julio Mazzarino.

## Morte e Sucessão
A morte do rei se deu exatamente no trigésimo terceiro aniversário da morte de seu pai Henrique IV; e alguns meses após a morte de seu ministro Cardeal de Richelieu.
Luís XIII morreu em Saint Germain-en-Laye à 14 de maio de 1643, após ter passado seis semanas sofrendo de cólicas e vômitos.
Segundo seu biógrafo A. Lloyd Moote “seus intestinos estavam inflamados e ulcerados, tornando virtualmente impossível a digestão; além disso uma tuberculose havia lhe afetado os pulmões, o fazendo tossir com frequência”. Seu corpo foi levado à Basílica de Saint Denis.
Cinco dias após sua morte os franceses venceram a Batalha de Rocroi. Luís XIII morreu sem ver o triunfo de sua política externa, a qual levaria o reino da França a tornar-se o Estado preponderante na cena europeia dos séculos XVII e XVIII.
Foi sucedido no trono por seu filho Luís XIV, o qual por ser menor de idade ascendeu ao trono somente em 1654, após um turbulento período de regência da Rainha Ana D’Áustria.

## Descendência
1. Aborto espontâneo (Dezembro de 1619)
2. Aborto espontâneo (14 de março de 1622)
3. Aborto espontâneo (1626)
4. Aborto espontâneo (Abril de 1631)
5. Luís XIV de França (5 de setembro de 1638 - 1 de setembro de 1715)
6. Filipe de França (21 de setembro de 1640 - 9 de junho de 1701), Duque de Orleães e tronco da III Casa de Orleães.

O Rei teve como favoritas:
- 1 - Marie de Hautefort (12 de fevereiro de 1616 - 1 de agosto de 1691). Teve sobre o rei enorme influência. Em 1659 era proprietária da casa nº 13 da rue de Buci, pois enviuvara desde 1656 do Duque de Schönberg. Morava portanto perto do pai (rue St Dominique) e da cunhada, a Duquesa de Liancourt (que vivia na rue de Seine). Mais tarde se retirou para o convento de religiosas beneditinas da Madeleine-de-Tresnel, transferido por Ana d’Austria em 1664 para o nº 100 rue de Charonne, e ali morreu.
- 2 - Louise-Angèle de la Fayette (c. 1616 - janeiro de 1665, no convento que fundou em Chaillot, do qual era superiora. Foi dos 14 filhos de João, Conde de La Fayette e de Marguerite de Bourbon-Busset, dama de honra da rainha Ana de Áustria. Richelieu a introduziu na corte, na esperança de vê-la contrabalançar a influência de Marie de Hautefort. Acabou encorajando o Rei a resistir ao cardeal. Em 1637 entrou para o convento das Filles de Sainte-Marie onde a visitava o Rei, até intervenção de Richelieu.

## Personalidade
Luís XIII foi um rei-soldado, a exemplo de seu pai, sendo desde pequeno fascinado por cavalos e armas. Foi um excelente cavaleiro e frequentemente se fez presente em campo de batalha. Em tempos de paz a caça era seu passatempo predileto, mantendo um pavilhão de caça em Versalhes, que posteriormente daria origem ao palácio edificado por seu sucessor Luís XIV.
Dedicava-se também à música, da qual era grande apreciador, sendo ele mesmo um hábil alaudista.
Era taciturno, tímido e gago, quando jovem demonstrava pouca confiança em si. Alguns biógrafos lhe atribuem um caráter nervoso e inquieto, por vezes agressivo e violento.
Apresentou ao longo de sua vida uma saúde frágil, sendo acometido frequentemente por enfermidades.
Profundamente católico tolerava os protestantes apenas em respeito à pacificação das guerras de religião promovida por seu pai Henrique IV. Imbuído de uma aversão ao pecado decorrente de sua educação religiosa, era extremamente tímido e desconfiado acerca de seus cortesãos e sobre tudo das mulheres as quais considerava frívolas e viciosas.
A misoginia do rei fez alguns estudiosos considerarem sobre sua possível bissexualidade. Luís XIII teve ao longo de sua vida um certo número de favoritos (o Duque de Luynes, o Marquês de Toiras, Baradat, o Duque de Saint-Simon e o Marquês de Cinq-Mars); porém seus contemporâneos parecem não ter visto em suas amizades masculinas aspectos sexuais. Diversos historiadores têm examinado a teoria sobre a possível bissexualidade de Luís XIII, sem lograr porém, o aporte de provas conclusivas sobre essa questão.

## Legado
Em relação à política interna, em conjunto com seu ministro Cardeal de Richelieu; destruiu o poder político e a capacidade militar dos huguenotes.
Foi um continuador da obra de centralização política de seu pai Henrique IV. Esforçou-se por submeter a nobreza, reprimindo várias conspirações tramadas contra ele (execução de Chalais, Cinq-Mars e Thou). Procurou ainda abrandar os costumes, proibindo a realização de duelos (éditos de 1626).
Impondo-se ao partido devoto (ou católico) manteve no cargo o ministro Richelieu, promovendo a entrada da França ao lado das potencias protestantes (Suécia, Dinamarca e Holanda) na Guerra dos Trinta Anos, da qual a França emergiu como principal potência europeia ao término do conflito.
Sua administração foi assinalada por reformas úteis nas finanças, no exército e na legislação (código Michau). Consolidou o absolutismo real, pôs fim aos privilégios provinciais com a centralização administrativa e a instituição dos intendentes. Promoveu a expansão ultramarina francesa e fundou a Academia Francesa.
Quanto aos aspectos territoriais, incorporou ao território francês o Reino de Navarra (herdado de seu pai Henrique IV) e invadiu o condado de Roussillon (definitivamente anexado pela França pelo Tratado dos Pirenéus em 1659).
Quanto aos aspectos econômicos, Luís XIII cunhou em 1640 o primeiro luís de ouro, implantando um sistema monetário que sobreviveria até à Revolução Francesa. Porém sua política de tributação (como o aumento dos impostos da talha e da gabela) criou um estado de revolta endêmico em diversas províncias.
Desenvolveu o poderio naval do reino, incentivou o comércio externo e a expansão colonial ultramarina.